# منتخب كندا لهوكي الجليد للسيدات
منتخب كندا الوطني لهوكي الجليد للنساء (بالفرنسية: Équipe du Canada féminine de hockey sur glace)‏ هو ممثل كندا الرسمي في المنافسات الدولية في هوكي الجليد في فئة هوكي الجليد للسيدات ‏. تأسس في 1987.

## وصلات خارجية
- الموقع الرسمي